# Сперджел, Дэвид
Дэ́вид Спе́рджел (Спергел, англ. David Nathaniel Spergel; род. 25 марта 1961, Рочестер, Нью-Йорк) — американский физик. Труды в основном посвящены астрофизике. Является членом Национальной академии наук США и Американской академии искусств и наук, а также Американского философского общества (2022).
В 1982 получил степень бакалавра в Принстонском университете, в 1985 году защитил диссертацию на степень доктора философии в Гарвардском университете. С 1987 года работает в Принстонском университете. Ведущий теоретик в проекте космического аппарата WMAP, предназначенного для изучения реликтового излучения, образовавшегося в результате Большого взрыва.
Также занимается теорией тёмной материи и участвует в разработке аппаратуры для поиска экзопланет. В 2022 году был приглашён на роль главы независимой исследовательской команды НАСА по неопознанным аномальным явлениям.

### Награды и отличия
- 1994 — Премия Хелены Уорнер
- 2001 — Стипендия Мак-Артура[4]
- 2010 — Премия Шао[5]
- 2015 — Премия Дэнни Хайнемана в области астрофизики (совместно с Марком Камионковски)
- 2015 — Премия Грубера
- 2018 — Премия по фундаментальной физике[6]